# Isonychus ocellatus
Isonychus ocellatus är en skalbaggsart som beskrevs av Hermann Burmeister 1855. Isonychus ocellatus ingår i släktet Isonychus och familjen Melolonthidae. Inga underarter finns listade i Catalogue of Life.